# Vanishing of the Bees
Pour plus de détails, voir Fiche technique et Distribution.
Vanishing of the Bees est un film documentaire britannique réalisé par George Langworthy et Maryam Henein, sorti le 9 octobre 2009 au Royaume-Uni.
Le récit est centré sur la disparition soudaine des abeilles européennes des ruches partout sur la planète, provoqué par le phénomène assez mal compris appelé « syndrome d'effondrement des colonies d'abeilles » (CCD).

## Fiche technique
- Réalisation : George Langworthy et Maryam Henein
- Pays :  Royaume-Uni
- Budget : 500 000 dollars
- Langues : anglais, français, allemand

## Distribution
- Elliot Page : Narrateur (crédité Ellen Page)